# Saint-Barthélemy-le-Meil
Saint-Barthélemy-le-Meil è un comune francese di 217 abitanti situato nel dipartimento dell'Ardèche della regione dell'Alvernia-Rodano-Alpi.

## Società

### Evoluzione demografica
Abitanti censiti